# James Mangold
James Mangold (New York, 16 december 1963) is een Amerikaans filmregisseur en scenarist. Hij is onder andere bekend door de film Walk the Line die hij mede schreef en regisseerde.

## Biografie
Hij is de zoon van kunstenaars Robert Mangold en Sylvia Plimack Mangold.
Nadat hij afstudeerde aan Washingtonville High School werd Mangold toegelaten tot het film/video-programma van het California Institute of the Arts. Daar werd hij begeleid door Alexander Mackendrick. Tijdens zijn derde jaar raadde Mackendrick Mangold aan tevens acteursstudies te volgen aan de CalArts School of Theater. Een van zijn klasgenoten daar was Don Cheadle.
Door de gunstige ontvangst van zijn kortfilms had Mangold in 1985 een voetje voor als afgestudeerde van CalArts, en kreeg hij een contract als schrijver/regisseur (op de leeftijd van 21 jaar) bij Disney. Dit werd echter een ontgoocheling voor Mangold. Hij schreef een tv-film en de animatieprent Oliver and Company. Enkele jaren later besloot Mangold opnieuw te beginnen in New York en solliciteerde bij de filmschool van Columbia University, waar hij afstudeerde met een MFA in film. Hij kreeg les van Miloš Forman en ontwikkelde Heavy en Cop Land.
Zijn eerste langspeelfilm, het drama Heavy, won in 1995 de prijs voor beste regie op het Sundance Film Festival.
Mangold schreef en regisseerde vervolgens de misdaadfilm Cop Land (1997) met Sylvester Stallone, Robert De Niro, Harvey Keitel en Ray Liotta en het drama Girl, Interrupted (1999), de verfilming van de gelijknamige roman van Susanna Kaysen. Angelina Jolie werd geëerd met een Oscar voor beste vrouwelijke bijrol. 
In het begin van de 21e eeuw volgden de romantische sciencefictionkomedie Kate & Leopold (2001) met Meg Ryan en Hugh Jackman en de horrorthriller Identity (2003) met John Cusack.
In 2005 deed hij de regie en schreef hij mee aan Walk the Line, een film over het leven van singer-songwriter Johnny Cash en zijn relatie met June Carter Cash. Joaquin Phoenix en Reese Witherspoon speelden de hoofdrollen. Deze biopic werd een internationaal succes. De film werd overladen met prijzen en werd ook genomineerd voor vijf Oscars. Witherspoon kreeg de Oscar voor Beste Actrice. 
In 2007 leverde hij met de western 3:10 to Yuma een remake af van de gelijknamige film, een van de klassieke westerns van Delmer Daves. Russell Crowe en Christian Bale namen de hoofdrollen voor hun rekening. In 2010 volgde de dol voortrazende komische actiefilm Knight and Day waarin Tom Cruise het leven van Cameron Diaz overhoophaalt. In 2013 realiseerde Mangold de superheldenfilm The Wolverine, de zesde film in de X-Men-filmserie met opnieuw Hugh Jackman in de heldenrol.
Tijdens de opnames van Cop Land leerde Mangold zijn partner en vrouw kennen: producer Cathy Konrad.
Mangold verscheen als acteur in The Sweetest Thing als een arts en geliefde van Christina Applegate en in zijn eigen film Kate & Leopold waarin hij een filmregisseur speelt.

## Filmografie
| Jaar | Titel                                 | Regisseur | Scenarist |
| ---- | ------------------------------------- | --------- | --------- |
| 1988 | Oliver & Company                      |           |           |
| 1995 | Heavy                                 |           |           |
| 1997 | Cop Land                              |           |           |
| 1999 | Girl, Interrupted                     |           |           |
| 2001 | Kate & Leopold                        |           |           |
| 2003 | Identity                              |           |           |
| 2005 | Walk the Line                         |           |           |
| 2007 | 3:10 to Yuma                          |           |           |
| 2010 | Knight and Day                        |           |           |
| 2013 | The Wolverine                         |           |           |
| 2017 | Logan                                 |           |           |
| 2019 | Ford v Ferrari                        |           |           |
| 2023 | Indiana Jones and the Dial of Destiny |           |           |